# 福岡県道737号吹上北野線
福岡県道737号吹上北野線（ふくおかけんどう737ごう ふきあげきたのせん）は、福岡県小郡市から久留米市に至る一般県道である。

## 概要

### 路線データ
- 起点：福岡県小郡市吹上（福岡県道・佐賀県道132号本郷基山停車場線交点）
- 終点：福岡県久留米市北野町今山

## 地理

### 通過する自治体
- 小郡市
- 久留米市

### 交差する道路
| 交差する道路                            | 市町村名 | 交差する場所 | 交差する場所   |
| --------------------------------------- | -------- | ------------ | -------------- |
| 福岡県道・佐賀県道132号本郷基山停車場線 | 小郡市   | 吹上         | 起点           |
| 国道500号                               | 小郡市   | 上岩田       | 上岩田交差点   |
| 福岡県道509号塔ノ瀬十文字小郡線         | 小郡市   | 下岩田       | 下岩田交差点   |
| 佐賀県道・福岡県道14号鳥栖朝倉線        | 小郡市   | 古飯         | 古飯東交差点   |
| 国道322号                               | 小郡市   | 平方         | 平方陸橋交差点 |

### 交差する鉄道
- 甘木鉄道甘木線
- 西鉄甘木線

### 沿線
- E34 大分自動車道 井上PA
- 甘木鉄道甘木線 松崎駅
- 西鉄甘木線 北野駅